# Greentop (Missouri)
Greentop est une petite ville des comtés d'Adair et Schuyler dans le Missouri aux États-Unis. Elle est incorporée en février 1867 ou en 1870.

## Démographie
Lors du recensement de 2010, la ville comptait une population de 795 habitants. Elle est estimée, en 2016, à 796 habitants.

## Source de la traduction
- (en) Cet article est partiellement ou en totalité issu de l’article de Wikipédia en anglais intitulé « Greentop, Missouri » (voir la liste des auteurs).